# المعهد الوطني للشرطة الجنائية (الجزائر)
المعهد الوطني للشرطة الجنائية أو المخبر المركزي للشرطة العلمية والتقنية هو أحد مراكز تكوين الشرطة الجزائرية، تم إنشائه سنة 1999 لتلبية الحاجيات التكوينية التخصصية للشرطة الجزائرية وذلك بالسحاولة بالجزائر العاصمة، بمصالحه الـ 15 يحتل المرتبة الثانية إفريقياً والأولى عربياً بين مخابر الشرطة.
يتبع المخبر المركزي أربع مخابر جهوية موزعة عبر التراب الوطني وهي:
1. المخبر الجهوي بوهران
2. المخبر الجهوي بقسنطينة
3. المخبر الجهوي ببشار
4. المخبر الجهوي بتمنراست

## التعاون الدولي
يساهم المعهد الوطني للشرطة الجنائية بالسحاولة منذ سنة 2014 في تكوين إطارات الشرطة للعديد من الدول الصديقة (تونس، فلسطين، ليبيا، أوغندا، السودان، النيجر، البنين وكينيا)، كما يعمل منذ 2002 على تصدير خبرة الشرطة الجزائرية في محاربة الإرهاب من خلال تنظيم دورات تكوينية خاصة لفائدة دول أجنبية مثل فرنسا والولايات المتحدة الأمريكية وإيران وإسبانيا.